# Rassemblement national des prisonniers de guerre
Pour les articles homonymes, voir RNPG.
Le Rassemblement national des prisonniers de guerre (RNPG) est un réseau de prisonniers de guerre français fondé au début de 1943 dans les premiers jours de février selon l'historien Christophe Lewin. Il fusionne avec deux autres réseaux pour donner le MNPGD le 12 mars 1944.

## Histoire
Dès 1942, Maurice Pinot, commissaire du Régime de Vichy au reclassement des prisonniers de guerre, maréchaliste mais hostile à la collaboration et peu enthousiaste face à la Révolution nationale, encourage la fabrication de faux papiers pour favoriser des évasions. En juin et juillet de cette année, deux réunions ont lieu au château de Montlaur, les subordonnés de Maurice Pinot penchant comme lui vers la dissidence, comme Marcel Barrois, Antoine Mauduit et François Mitterrand.
En novembre et décembre 1942, des amis de François Mitterrand rentrés de captivité rejoignent le réseau en cours de formation : Jean Munier, Bernard Finifter et Roger-Patrice Pelat. Pierre Bénouville aide le réseau Mitterrand-Pinot sans y adhérer.
En janvier 1943, Pierre Laval exige le départ de Maurice Pinot, devenu beaucoup trop encombrant. Ses amis du commissariat aux prisonniers de guerre démissionnent en signe de protestation.
Lors de la réunion constitutive, qui a lieu peu après dans la Creuse, une direction collégiale se forme, avec Marcel Barrois, Jacques Bénet, Jacques de Montjoie, Pol Pilven, Maurice Pinot et François Mitterrand. Ce dernier se lie à l'Organisation de résistance de l'armée dès janvier-février, puis à Combat en mars (à la suite de sa rencontre avec Henri Frenay et Bertie Albrecht). Les deux mouvements financent le RNPG.
Maurice Pinot se considérant comme trop marqué par ses fonctions, c'est François Mitterrand qui part pour Londres en novembre 1943, grâce à André Bettencourt, puis pour Alger deux semaines plus tard.
Une solution de compromis est trouvée avec le général de Gaulle : le RNPG fusionne avec les autres mouvements de prisonniers, formant le Mouvement national des prisonniers de guerre et déportés (MNPGD), mais François Mitterrand en prend la tête, et les principaux postes sont confiés à des anciens du RNPG, ou des ex-membres des deux autres réseaux favorables à François Mitterrand, comme Philippe Dechartre,,.

## Controverse juridique sur l'activité résistante
Après la Libération, le RNPG et le MNPGD tentent de se faire reconnaitre comme réseau de résistance, mais le titre de mouvement de résistance leur est refusé en 1949 puis en 1951. En 1986, sous la présidence de François Mitterrand, le ministère de la Défense publie un arrêté donnant au MNPGD le titre de mouvement de résistance, mais cet arrêté est annulé par le Conseil d'état le 11 mars 1991 pour vice de forme, comme indiqué par Pierre Clostermann dans son livre L'Histoire vécue.